# Kill Em with Kindness
Kill Em with Kindness è un singolo della cantante statunitense Selena Gomez, il quarto estratto dal secondo album in studio Revival e pubblicato il 3 maggio 2016.
Annunciato come singolo a marzo 2016, il brano è stato composto dalla stessa Gomez insieme a Antonina Armato, Tim James, Benjamin Levin e Dave Audé.

## Video musicale
Il video musicale è stato pubblicato su Vevo il 6 giugno 2016. Diretto da Emil Nava e girato in bianco e nero, esso mostra la cantante durante un set fotografico, «indossando un abito furtivo, slittamento raso con un vestito drappeggiato che cade sulle sue spalle mentre si cova su uno sgabello di fronte a uno sfondo grigio.» Le scene sono caratterizzate da «tagli drammatici di proiettili e di sangue che cade sui fiori in tutta l'inquadratura.» Il video presenta anche diversi ballerini che eseguono mosse interpretative, e più tardi «Gomez comincia a togliersi parti del suo abbigliamento, indossando ad un certo punto solo un corsetto e una biancheria intima.»
La rivista statunitense Billboard ha definito il video «artistico», Ryan Reed di Rolling Stone l'ha definito come «drammatico», mentre Gabriella Salking della rivista V l'ha descritto come «intimo e sensuale.»

## Tracce
1. Kill Em with Kindness (Felix Cartal Remix) – 3:16
2. Kill Em with Kindness (Young Bombs Remix) – 3:56
3. Kill Em with Kindness (River Tiber Remix) – 3:31

## Classifiche

### Classifiche settimanali
| Classifica (2016) | Posizione massima |
| ----------------- | ----------------- |
| Australia         | 33                |
| Austria           | 46                |
| Belgio (Fiandre)  | 70                |
| Belgio (Vallonia) | 52                |
| Canada            | 14                |
| Francia           | 147               |
| Germania          | 39                |
| Irlanda           | 24                |
| Italia            | 42                |
| Libano            | 13                |
| Norvegia          | 36                |
| Nuova Zelanda     | 28                |
| Paesi Bassi       | 36                |
| Polonia           | 1                 |
| Portogallo        | 27                |
| Regno Unito       | 35                |
| Slovacchia        | 16                |
| Spagna            | 65                |
| Stati Uniti       | 39                |
| Svezia            | 51                |
| Svizzera          | 28                |

### Classifiche di fine anno
| Classifica (2016) | Posizione |
| ----------------- | --------- |
| Canada            | 68        |
| Polonia           | 26        |
| Svizzera          | 83        |